# 高機動幻想ガンパレード・マーチ (小説)
『高機動幻想ガンパレード・マーチ』は、広崎悠意（1巻）、榊涼介（2巻以降）、芝村庸吏（7巻）による同名ゲーム作品を題材にしたライトノベルシリーズ。電撃ゲーム文庫より刊行。イラストはきむらじゅんこ。

## 概要
原作であるPlayStation用ゲーム『高機動幻想ガンパレード・マーチ』の出来事を基にノベライズされているが、11巻「ガンパレード・マーチ 5121小隊の日常II」にて原作のクライマックスを描き終えたため、以降のストーリーはオリジナル展開となっている。そのため、後述のファンブックでは、本作品の原作部分を第一期、オリジナル部分を第二期と分類している。完結を迎える2015年までの約14年間、計45巻に渡り発表された。2007年8月時点で累計部数は100万部を突破している。なお、小説に沿ったビジュアル付きの解説や対談などを盛り込んだファンブックの刊行がされている。
原作ゲームのゲームデザイナー、芝村裕吏も設定などで携わっている。初めのうちはしっかり監修していたが、榊に任せる部分が増えていったと語っている。
- 2008年の電撃「マ）王9月号から山口防衛戦と九州奪還とをつなぐ外伝「ガンパレード・マーチ 萩幽霊戦線」が2009年電撃「マ）王3月号まで連載されていた。
- 2009年発売の九州奪還5により、長く続いていた戦記に一応の決着がついたが、シリーズとしては終わっておらず続刊が22巻目として2009年12月10日に発売となった。また、同作品の2009年師走から2010年へと年をまたいでの4ヶ月連続刊行が発表された。
- そのため、2009年2月に刊行された外伝の「ガンパレード・マーチ 九州奪還0 萩幽霊戦線」が2009年2月時点での電撃ゲーム文庫のレーベルとしては最後の刊行物となる見込みだったが、電撃ゲーム文庫のレーベルでの刊行は続いていくこととなった。
- 2010年8月刊行の「ガンパレード・マーチ 逆襲の刻―極東終戦」をもって一時完結。
- 2011年2月に「ガンパレード・マーチ 2K 北海道独立」を刊行。
- 2012年3月より「ガンパレード・マーチ 2K 新大陸編」を刊行。
- 2014年9月より「ガンパレード・マーチ 2K 未来へ」を刊行、最終シリーズ予定。
- 2015年9月刊行の「ガンパレード・マーチ 2K 未来へ4」をもって、15年の長きにわたった小説シリーズが完結した。

## 登場人物

### 5121小隊
5121小隊のキャラクターに関しては、性格・設定などはゲーム版（『高機動幻想ガンパレード・マーチ』）とほぼ同じだが、世界の謎の設定は少なめである。以下は小説版とゲーム版との違いを記載する。
善行忠孝
千翼長→海軍大佐（『山口防衛戦』）。軍政に打って出たが、『山口防衛戦』では幻獣を迎え撃つために5121小隊を中心とした「善行戦闘団」を率いることとなる。その功績によって海兵団の増強に貢献、紆余曲折を経て第一海兵旅団の旅団長に就任。日本の未来を見据え、影に日向に重要任務をこなすことになる。
芝村舞
善行の異動に伴い5121小隊司令官に就任（『山口防衛戦』）。なお、ゲームにおける「司令」と違い三番機複座型のガンナーも引き続き兼務。
滝川陽平
人型戦車のPRのCMに出演していた堅田女子の学兵に憧れて、入隊。「突出した才能の無い凡人がスーパーエースにのし上がった」という点で速水たちと対を成す存在であり、藤代凡人小隊の面々には「滝川先生」と呼ばれ、模範とされている（ちなみに影の愛称・地味な先生）。
森精華
初めから士魂号の秘密を知っている。数々の戦いを経ても「戦争にそぐわない普通さ」が変わることは無く、作品が進むにつれ精神的に追い込まれていくことになる。
遠坂圭吾
幻獣共生派との繋がりは、早々に絶たれている。
九州撤退時に軍を除隊。遠坂財閥の実権を掌握し、以後はマスメディア・工業など民間の立場から学兵たちを支える。しかし、その立場上戦場に赴き5121小隊と行動をともにしたとしても、「戦局が重要な段階に差し掛かる→強制送還される」というシーンがたびたび見られる。
『九州奪還』では趣味が新たに一つ増えた。
田辺真紀
遠坂と一緒に軍を除隊。遠坂の家令見習いとなる。その職務面はもちろんのこと、上記の「もう一つの趣味」にも付き合い、有形・無形両面で遠坂を支えている。
石津萌
九州撤退後、来須の下で格闘術、火器取扱いなどを学ぶ傍ら、衛生兵としての講習も引き続き受け、『山口防衛戦』以降は「突撃衛生兵」として活躍する。
茜大介
九州撤退後、善行の推薦で館山海軍士官学校に入学。
『山口防衛戦』以降では資質を開花させ、人型戦車の戦術分析に優れた能力を見せる。
但し、士官候補生が戦場におり、尚かつ作戦に口出すというのは立場上拙いため、「小隊付き備品」扱い。
岩田裕
アリアンによる介入は見受けられない。
田代香織
自衛軍の看護学生となっている。
芝村勝吏
準竜師→陸軍少将（山口防衛戦）→陸軍中将（九州奪還）
山口防衛戦の初期に幻獣知性体によって西部方面軍の前司令官が暗殺されたため、西部方面軍司令官に就任。
その後、山川中将の失脚に伴い九州派遣軍司令官に就任したが、荒波少将を自身の代理司令官とした。

### ガンパレード・オーケストラのメンバー
作中には下記以外にも『ガンパレード・オーケストラ』のメンバーが数名登場している。ここでは小説版とゲーム版とで設定が異なるメンバーを記載する。
石塚弘
館山海軍士官学校の教官で、階級は中尉。熊本戦では人型戦車（士魂号）のパイロットとして戦っていた。顔を合わす度にからかう原が苦手。
鷲宮透子
第五十八山岳師団の師団長。階級は陸軍少将。元は中佐待遇の予備役で、事務畑の人間。だが実家が名門で文部省と深い繋がりがあったために学兵で編成された師団の師団長に就いてしまい、更に悪いことに九州派遣軍のミスによって派遣地が戦場のど真ん中となってしまう。
その他
上記以外でもモブながら『緑の章』の主人公たちと同名の人物や動物兵器が登場している。
※下記が小説（榊版）オリジナルキャラクター

### 海兵第一旅団・司令部
善行が上申し増強されるも、萩攻略戦において司令部要員のほとんどが善行により粛清されると言う複雑な事情を抱える。
東三条 孝則（ひがしさんじょう たかのり）
九州奪還1より登場。海軍大尉。海兵第一旅団・司令部作戦参謀。
27歳。ROTC（予備士官制度）出身。見た目は美形だが、ひょうきんな性格。しかし、観察・洞察力に優れており、善行の着任を待ち望んでいた。本人曰く、性格の軽さは軽空母並み。（実際の軽空母は重巡洋艦級の艦船で決して軽くは無い）
青木 美津子（あおき みつこ）
山口防衛戦1より登場。海軍少尉。海兵第一旅団・司令部作戦参謀補佐。
館山海軍士官学校出身。予算委員の善行の秘書を務めていたが、善行の異動にあたって同行を直訴。律儀で生真面目な女性だが、柔軟な思考と人を和ませる素朴さも併せ持っている。

### 海兵第一旅団・紅陵女子α小隊
紅陵女子高校で編成された最後の戦車小隊。ソフトボール部員一同及び2年A・B組の仲良しグループ、総勢26名で発足。
指導士官は自衛軍の那智浩一中尉。戦車を隠蔽しての中・大型幻獣攻撃を得意とする。合言葉は「死んで花実が咲くものか」。
メンバーの戦死・加入・離脱等さまざまな体験を経て、『九州奪還』の後に最終的に残ったメンバー佐藤・神崎・橘・鈴木の四名は舘山士官学校に編入され、『逆襲の刻』では山川道久以下で構成される「候補生小隊」の一員として引き続き戦いに身を投じていく。
佐藤 まみ（さとう まみ）
熊本城決戦より登場。隊長兼一号車（モグラ）の車長兼砲手。車体を偽装工作（コンシールメント）し、待ち伏せする戦術を得意とする。
旧ソフトボール部部長でキャッチャー。体育会系のしっかり者で、文句を言いつつも面倒見が良い。芝村舞の大ファン。九州撤退戦で自分たちを救ってくれた落合大尉と清い交際をしているが、『九州奪還』において重大な転機を迎えることになる。
作中では金髪との描写があるが、カラー口絵では何故か黒髪になっている。
神崎 由美（かんざき ゆみ）
九州撤退戦・下より登場。一号車（モグラ）の操縦手兼機銃手。
旧ソフトボール部ピッチャー。佐藤とは小学校からの幼馴染で、小隊内で最も付き合いが長い親友。長身。性格は天然だが、道を覚えるのは得意。
車内で隣席の鈴木と「車内恋愛」中。
菊池 加奈子（きくち かなこ）
九州奪還1より登場。一号車（モグラ）の装填手。
元茶道部。オートバイ小隊に所属していたが、人員補充の為配属されてきた。さばけた性格。
戦車に関してはまだ不慣れで、佐藤に怒られることもある。進学狙いの志願組で、暇さえあれば参考書を読んでいる。
『九州奪還』終盤で紅陵女子α小隊を離れ、他のメンバーよりやや遅れて舘山士官学校に編入し『逆襲の刻』の戦いに参加する。
橘 翔子（たちばな しょうこ）
もうひとつの撤退戦より登場。二号車（オケラ）の車長兼砲手。
旧ソフトボール部ショート。小柄で目立たない少女だが、しなやかな体つきをしておりソフトボールの実力は高い。合田に想いを寄せるが、彼の元恋人の出現という試練を前にしている。
森田 陽子（もりた ようこ）
九州撤退戦・下より登場。モコス一号車（モグラ）に見習いとして搭乗。
他のメンバーより年下の15歳。紅陵女子の生徒ではないが、熊本駅前で座り込んでいた所を佐藤に拾われた。幼さの残る日本人形風の美少女だが、女所帯の小隊では座敷わらし呼ばわりされている。山口戦にて戦死。
鈴木 あきら（すずき あきら）
九州撤退戦・下より登場。一号車（モグラ）の操縦手。
化学工業高校の学兵だったが、部隊が全滅し今の紅陵女子α小隊に配属された。操縦手としては優秀だが、小隊唯一の男子の為、佐藤からはいつも「野郎臭い」と消臭スプレーを振りかけられている。
遺伝子工学科でオキアミの研究をしていた経験からオキアミパンを発明したが、女性陣からは不評だった。

### 海兵第一旅団・堅田女子小隊
堅田女子高校で編成された戦車小隊。エースを多く輩出しているが、それだけ損耗も多い。「堅田サーカス」を自称するように一撃離脱など機動力を生かした戦法をとる事が多く、拠点防御を行わないため他の部隊の指揮官からは評判が悪かった。第12小隊は柔道部及びサッカー部員で編成された。
石丸 あかり（いしまる あかり）
episode ONEより登場。名前は日常Ⅱより。堅田第12戦車小隊・隊長。後に海兵旅団所属の学兵戦車大隊・隊長。
元柔道部。大柄な女子で、頼りになる姉御肌のエース戦車兵。恋愛経験が無く、紅陵女子のメンバーの恋愛話を聞くたびに羨ましがっている。館野を尊敬している。
5121小隊が正式発足する以前、一組メンバーと模擬戦を行った事がある。
館野 智美（たての さとみ）
episode ONEで登場。桜81戦車小隊・所属。最終階級は百翼長。
戦車学校在学中に戦車兵募集のCFに出演しており、滝川の戦車兵志望のきっかけとなった。栗色に染めた髪をショートカットにしており、美人と言うより可愛いと言われるタイプ。味方を救うためにミノタウロスと刺し違え、戦死。

### 荒波小隊
正式名称、3352小隊。士魂号を運用する部隊という事で九州では5121同様、話題の隊であり部隊の創設上申も5121とほぼ同時期に行われた。薩摩島津家が用いた陽動戦術「吊り野伏」を基本戦法としている。
『山口防衛戦』以降荒波は指揮側に移り、残った女子メンバー（ちなみに地の文でのニックネーム・荒波シスターズ）四人は「藤代凡人小隊」を結成、数々の重要任務に参加する。
荒波 壮一郎（あらなみ そういちろう）
episode TWOより登場。士魂号・単座型（ローテンシュトルム＜赤い旋風＞）のエースパイロット（千翼長）。
豪快で型破りな性格だが、同時に徹底した防御志向も併せ持つことから、部下たちに慕われている。
かつて八代会戦で部隊が壊滅した経験から、部隊再編にあたって部下の負担を減らす為に前述の戦法を取る様になった。九州戦初期において撃墜数200以上、銀剣突撃勲章授与3回。
『山口防衛戦』では岩国最終防衛ライン司令官（陸軍大佐）に就任。
『九州奪還』では西部方面軍九州派遣軍司令官代理（陸軍少将）に就任。基本的に本部で指揮を執るポジションではあるのだが、事あるごとにローテンシュトルムで戦場を駆け回っている。
藤代 幸恵（ふじしろ ゆきえ）
episode TWOより登場。士魂号複座型電子戦仕様・二号機（土木二号）の操縦手兼オペレータ。
元文芸部部長。知的で落ち着いた雰囲気の少女。校門で待ち伏せしていた荒波にスカウトされ入隊。後に優秀さを買われ、荒波の秘書官も担当。
真面目だが責任感が強すぎるため自分を（そして他人も）追い込みがちな傾向があり、その性格上実は人型戦車の適性は若干低めである。
『九州奪還』では荒波命名の「藤代凡人小隊」隊長として、新たに配備された栄光号の小隊を率いる。
島 ゆかり（しま ゆかり）
山口防衛戦3より登場。士魂号複座型電子戦仕様・二号機（土木二号）の機銃手。
元茶道部。清楚な容姿で基地の兵からの人気が高い。進学や就職の際に有利になる、という事で神奈川の学校から志願してきた。パイロットの遺伝子適性があった為、授業中乗り込んできた荒波にスカウトされた。
滝川の機体運用を模範としており、「地味な先生」として滝川を尊敬している。隊内のポジションとしては、仲間たちの間のバランス調整役といえる。
村井 千紗（むらい ちさ）
山口防衛戦3より登場。士魂号複座型突撃仕様・一号機（土木一号）の操縦手。
陽気な姉御肌の性格。関西出身で、本音を言うときには関西弁になる。隊内のポジションとしては、ボケる田中のツッコミ役に回ることが多い。
田中 亮子（たなか りょうこ）
episode TWOより登場。士魂号複座型突撃仕様・一号機（土木一号）の砲手。
元卓球部。部活帰りに、繁華街で荒波にスカウトされた。子供っぽい性格で、戦場でも感情的になってしまう事があり、何度か仲間を危機に晒した事がある。
シチュエーションコメディの天性があり、コーヒーを運んでは何かにつまづくなど惨事を引き起こす。
優秀で、荒波の信頼の厚い藤代に嫉妬している。それが敵に隙と見られつけこまれた結果、『九州奪還』終盤では心身ともに過酷な状況に追いこまれてしまう。
岩田憲吾の天敵。

### 合田小隊
合田 純一（ごうだ じゅんいち）
山口防衛戦1より登場。陸軍少尉。第二十一歩兵旅団岩国彦島分遣隊・合田小隊隊長。
クリスチャン。学生時代は野球部だった。戦争経験は浅いものの、穏やかさと冷静さを併せ持つ大人の男性で、隊では良き兄的存在として兵に慕われている。
部下である橋爪の「教育」により生き抜くための方策として武器弾薬を過剰に集めており、そのことで他隊から「合田強欲小隊」と言われている。
橋爪 薫（はしづめ かおる）
episode TWOより登場。陸軍軍曹。元・水俣082独立機関銃小隊。現在は第二十一歩兵旅団岩国彦島分遣隊・合田小隊所属。
部隊が全滅した為、数回配属先が変わっているが運良く生き延びてきた。94式小隊機関銃を単独で扱える程のベテラン兵士。九州撤退戦で出会った鈴原に惹かれるようになる。
口が悪く、すれた所があるが心根は優しい少年。隊長の合田からの信頼も厚い。
何故か頭頂部を負傷する事が多く、治療のために髪を剃られて「逆モヒカン」になる事が多い。

### 自衛軍
落合 悠紀夫（おちあい ゆきお）
九州撤退戦・下 より登場。陸軍大尉で中立派。情報畑一筋で実戦経験は乏しいが、冷静な判断により5121小隊と自衛軍との衝突を避け、事実上の死守命令の出ていた紅陵女子α小隊を救っている。
九州撤退後、佐藤まみとプラトニックなお付合いをしていたが、山口防衛戦後に進展があったような描写が見られる。
岩田 憲吾（いわた けんご）
山口防衛戦1より登場。陸軍少佐。芝村一族に連なる家系出身。
5121小隊の岩田裕とは従兄弟同士で、外見も酷似している。旧日本軍の参謀史研究を趣味とし、自衛軍参謀きっての奇才である。だが、奇矯な言動やゴスロリ系美少女趣味がたたり、部下が逃げてしまうため直系の弟子はいない。荒波の部下の少女達からは変態扱いされている。
矢吹 重雄（やぶき しげお）
山口防衛戦1より登場。陸軍少佐（登場時）→陸軍中佐（山口防衛線4）。第三戦車師団・第四大隊長（山口防衛戦）→第一大隊長（九州奪還）。
第三戦車師団の酒見参謀から推挙を受け、善行戦闘団に参加。5121小隊を核とした諸兵科連合により初陣となった山口防衛線では多大な戦果を挙げる。
善行の論文を読み、人型戦車への理解を深めるとともに、ともに戦うことにより5121小隊のよき理解者となる。
親の代からの軍人で、荒波曰く「多少難のあるサラブレッド」。
上と下に兄弟が居たが、八代会戦で戦死しており、矢吹家の男子は彼一人だけである。反面、歩兵中将だった父親と母親は健在であり、妻子とは良好な関係を築いているなど私生活では充実している。
植村 悟郎 (うえむら ごろう)
山口防衛戦1より登場。陸軍中尉（登場時）→陸軍大尉（山口防衛線4）→陸軍少佐（逆襲の刻）。第二十四旅団第四中隊→善行戦闘団歩兵中隊（山口防衛戦）→第二十一旅団植村中隊中隊長（九州奪還）→二十一旅団植村支隊隊長（逆襲の刻）。
軍人らしからぬアフロヘアーと率直で歯に衣着せぬ性格から左遷されていたが矢吹の推薦で善行戦闘団に参加後歩兵中隊を率い、人型戦車との連携戦術を確立した。その能力の高さから彼の中隊は第二十一旅団に引き抜かれ、九州上陸後も5121小隊に頼りにされ、停戦まで激戦を共にした。
下関の戦闘で5121小隊の壬生屋と石津の二人に世話になっており、特に壬生屋のファンと言って憚らない。
箕田 寅雄 (みのだ とらお)
もうひとつの撤退戦から登場。陸軍少尉。第十七旅団→善行戦闘団歩兵中隊（山口防衛戦）→第二十一旅団植村中隊第四小隊長（九州奪還）。
九州撤退戦で部下と学兵を率い、粘り強い戦いで撤退戦を指揮した。組織になじまぬ性格で、同類の植村にスカウトされる。ブービートラップの設置・解除に長けている。
植村に心酔しており、停戦後PTSDの兆候がある植村を気遣って周囲に相談したりしている。
山川 穣（やまかわ みのる）
九州奪還1より登場。陸軍中将。第三師団・師団長、九州派遣軍初代司令官（九州奪還1）→司令官解任（九州奪還3）。
西郷内閣官房長官の女婿で、士官候補生小隊の山川道久は息子に当たる。大将昇進後は退役し、岳父の西郷官房長官の後ろ盾の下、政治家に転身予定。
守戦を得意とする、会津閥が温存してきた逸材だが、幻獣相手の未知数な慣れぬ攻勢作戦で、幻獣を軽視、楽観的とも言える希望的観測に基づく作戦を、反対する将校を政治的手段で封殺し強引に推し進めたため、幻獣の大攻勢による第五十八山岳師団及び主力二個師団を包囲されるというミスを犯す。その後、幻獣包囲網から脱出するも九州派遣軍司令官を解任された。
牧島（まきしま）
陸軍大佐。会津閥出身だが、善行と馬が合い度々情報交換をする間柄。旧軍の伝統を色濃く残す会津閥は暴発しやすいが、それを裏で食い止める役を負っている。
ロジスティックスの専門家であり、幻獣との戦争の影響が市民生活にまで及ぼしていることに危惧を抱いている。

### 学兵
島村 和美（しまむら かずみ）
決戦前夜より登場。翠嵐家政短大付属3B小隊⇒3077独立混成小隊隊長⇒0830独立混成小隊隊長⇒西部方面軍司令部・田之浦港湾守備隊小隊長。
事務官だったが、書類上のミスで混成小隊隊長にされてしまっていた。優しく真面目な性格だが精神的に脆く、流されるままの現状に不安を抱えている。おいしいお茶を入れるのが得意。現在は、事務官としてロジスティクスを学んでいる。目立った活躍がないため印象が残りにくいのだが、実は小説オリジナルキャラのなかでは登場巻数が一番多いという特徴がある。
飯島 リサ（いいじま りさ）
九州撤退戦・下より登場。衛生兵。
鈴原を慕う15、6歳くらいの少女。看護師資格を所持している。可愛く、女の子らしい性格だが強情な一面もある。
橋爪の彼女、と言う事になっており、山口防衛戦後は橋爪のアパートに無理やり押しかけ、バリケードを作って同居している。
斉藤 弓子（さいとう ゆみこ）
もうひとつの撤退戦より登場。坂上・本田の教え子。
ひっつめ髪で負けず嫌い・生真面目の不機嫌顔少女で、戦車学校時代はイライラのイラ子と呼ばれていた。医者志望で進学に有利になるという事で学兵に志願した。
大木 鉄夫（おおき てつお）
5121小隊の日常より登場。啓徳工業高校2A小隊所属のスカウト。階級は戦士。
中学時代は田代のライバルであり、何度もタイマン勝負をしていた。ローキックを得意としている。
阿蘇特別地域で戦闘中、小隊の仲間がスキュラのレーザー攻撃により全滅。絶望感と恐怖感から、部隊章と階級章を剥ぎ取り脱走兵の身となる。かつてのライバルであった田代に匿われ、熊本駅で貨物列車に乗り込んで逃亡を図るも鉄道小隊と警備兵に見つかり、敵前逃亡の罪により銃殺刑に処された。

### 幻獣共生派
野間 道夫（のま みちお）
もうひとつの撤退戦より登場。幻獣共生派（和平派）のリーダー。第五世代。
外見は30 - 40代。人類と幻獣の共存を唱え、攻撃的な第五世代の遺伝子を改良し、より人らしい世代をつくろうと考えている。しかし、幻獣共生派の主流派（タカ派）の者達には目の敵にされており、度々集落が攻撃を受けている。
鈴原（すずはら）
九州撤退戦・下より登場。幻獣共生派（和平派）の医者。
野間の娘で、第五世代の遺伝子改良に成功した第一号。年は二十代後半位の美人だが、ひっつめ髪に不機嫌な表情をしており、愛想と色気は無い。婚約者の河合曰く、「取り柄は口が悪いところ」。
野戦病院で負傷兵の治療を行っている。癒し手（ヒーラー）の能力を持つ。
河合（かわい）
5121小隊の日常IIより登場。幻獣共生派（和平派）。鈴原の婚約者。第五世代。
年齢不詳。サラリーマン風の容姿に似合わず来須以上の超硬度カトラスの使い手。人を食ったような喋り方をする。婚約者の鈴原曰く、「取り柄は口と性格が軽いところ」。
木村 緑子（きむら みどりこ）
もうひとつの撤退戦より登場。幻獣共生派（和平派）。
第五世代の遺伝子を改良し、培養ポットで生み出された中学生位の活発な少女。野間を慕っている。
ウォードレスで補正された兵士をはるかに凌駕する脚力を持ち、普通の人では視認できない速さで走る事ができる。
カーミラ
山口防衛戦3より登場。第4世界人の幻獣共生派で「シーナの子」と称する組織を率いている。
年齢不詳の金髪の美少女。石津を金髪・碧眼にしたら瓜二つの容姿を持つ。
話好きで無邪気で人懐っこい印象を与えるが、人間の精神を操る能力を持っており人類側の大きな脅威となっている。
ハンス
山口防衛戦3より登場。カーミラの元家令にして側近中の側近で戦闘指揮官としてカーミラの私兵部隊を率いている。
近江 貴子（おうみ たかこ）
山口防衛戦2より登場。元自衛軍中尉。
カーミラの精神操作によって司令部爆破事件を実行するも、原らによって事前に察知されていたため失敗・拘束される。救助された後は心ならずも幻獣共生派に転向、カーミラと行動を共にする。カーミラからの要請で鈴原のクランを護衛に行くこともしばしば。鈴原曰く、待伏せのスペシャリスト。
木下（きのした）
決戦前夜より登場。熾天使（サラフィム）と名乗る幻獣共生派の女子。
芝村の一族を何人も殺害している。
決戦前夜（橋梁爆破作戦）、熊本城決戦、九州撤退戦と来須銀河と因縁がある。満身創痍の状態で壬生屋の1号機に自爆攻撃を仕掛け、来須のレーザーライフルで落命するが、1号機を大破させ壬生屋を生死の境まで追いやる。

### その他
山川 道久（やまかわ みちひさ）
山口防衛戦1より登場、名前は九州奪還1から。士官学校生。
館山海軍士官学校のトップエリートで茜のルームメイト。士官学校内で浮きがちな茜の資質を見抜いて、イジメなどから裏でかばっている。
九州奪還戦では士官学校の生徒が戦地へ押しかけ同然で出向いた時のまとめ役。主に5121小隊整備班の護衛として、他の生徒とともに活躍する。
ルックスは東三条に負けず劣らずのイケメン、しかも性格に落ち着きがあるが、女性に対する免疫はあまりないようで、原や新井木にしょっちゅうからかわれている。
第三師団長の山川穣中将は父親。海軍士官学校への入学は、陸軍軍人である父親からはささやかな反抗と見られている。
北本（きたもと）
5121小隊の日常より登場。(有)北本特殊金属・社長。5121小隊指揮車、森愛用の工具、来須・若宮の軍用ナイフ、壬生屋の超硬度大太刀は北本製。その他、士魂号用の装備も製造している模様。根っからのもっこす。九州陥落後は広島に移転しており、既に製造が中止された超硬度大太刀を今も製造している。人型戦車用の良質な装備を製造するため、5121小隊の整備班から何かと頼りにされている。
遠坂 絵里（とおさか えり）
遠坂圭吾の妹。生まれつきの病気のため、ユニット式無菌室で生活をする少女。家中に働く者みんなに愛されている。
なおゲーム版での遠坂の妹の名は「聡子」。
橋本（はしもと）
遠坂の家令兼ボディガード。かつては軍の諜報機関に属しており、遠坂と幻獣共生派との繋がりを絶った人物。

## 用語
第五世代
幻獣の脅威に晒された人類が、大幅な遺伝子改造を施し対幻獣戦用に作り上げた20代後半 - 30代のごく一部の者たちで、その多くが幻獣側に寝返っている。好戦的で攻撃的なものが多い。
イ号作戦
5121小隊整備班による物資強奪作戦の符丁。熊本駅物資集積所や各地の補給基地で行われる。希少な人型戦車の部品・弾薬、時にはあんパン・星印製菓のチョコレート等の食料などを漁っては持ち去る。これにより5121小隊の運用・維持に少なからず貢献したが、憲兵隊・鉄道警備隊に度々マークされることとなり、その度に善行が関係各所に頭を下げねばならなかった。
ソックスハンター
原作中では中村・岩田・遠坂の三名がこれに該当したが、榊ガンパレではさらに数名が中村らによって勧誘されている。勧誘された者は以下のとおり。コードネームも記す。
- 速水=ソックスステルス
- 滝川=ソックスロボ→ソックスロボ弐式
- 茜=ソックスギャルソン
- 山川道久=ソックスダンク

## 兵器
戦闘指揮車(5121小隊仕様)
主に善行・瀬戸口らが搭乗する5121小隊の戦闘指揮車。他の部隊の物と異なり、善行の命令で瀬戸口がリサイクル工場から譲り受けたが、走行してまもなくプロペラシャフトが破断・走行不能に陥っていたところを、通りかかった北本によって一週間で新品同様に整備された。機銃座には通常の25mm機関砲ではなく7.7mm連装機銃、シートも通常の者から九州総軍司令部用と同じ物に交換されている。エンジンも通常の物と異なるらしく、駆動音が大きい。
列車砲「厳島」
自衛軍の大型列車砲。前身は敗色濃厚な旧軍が軍港防衛の為に戦艦の40cm砲を転用して開発した物。国内既存の線路幅ではなく専用のレールを開発するも、格納できるトンネルが無く放棄されていたが、荒波・岩田が目をつけ航空榴弾による対空戦型幻獣用兵器として再生させた。山口防衛戦にて登場。
工兵用手榴弾
瓦礫・障害物等の爆破に工兵が用いる手榴弾。歩兵用の物と比して3倍の殺傷力を持つ。合田隊が箱ごと持ち歩いている。
シグ・ザウエル
スイスSIG社P220のライセンス生産品。高級軍人にのみ支給され、一般兵は銃砲店で購入する。なお、P226のライセンス生産品がガンパレードオーケストラに登場する私物白式拳銃である。こちらは支給されず、自衛軍購買部にて販売している。
善行はP226、撤退戦時に善行・原を拉致しようとした自衛軍中央情報局員はP220を携帯していた。

## 既刊一覧

### 小説
- 広崎悠意（著、1巻） / 榊涼介（著、2巻以降） / 芝村庸吏（著、7巻） / きむらじゅんこ（イラスト）、メディアワークス→アスキー・メディアワークス→KADOKAWA〈電撃ゲーム文庫〉、全45巻
  1. 『高機動幻想ガンパレード・マーチ』2001年1月5日初版発行（2000年12月20日発売[5]）、ISBN 4-8402-1724-6
  2. 『ガンパレード・マーチ 5121小隊の日常』2001年12月15日初版発行（11月25日発売[6]）、ISBN 4-8402-2002-6
  3. 『ガンパレード・マーチ 5121小隊 決戦前夜』2002年10月25日初版発行（10月10日発売[7]）、ISBN 4-8402-2199-5
  4. 『ガンパレード・マーチ 5121小隊 熊本城決戦』2002年11月25日初版発行（11月10日発売[8]）、ISBN 4-8402-2239-8
  5. 『ガンパレード・マーチ 5121小隊 episode ONE』2003年5月25日初版発行（5月10日発売[9]）、ISBN 4-8402-2363-7
  6. 『ガンパレード・マーチ 5121小隊 episode TWO』2003年7月25日初版発行（7月10日発売[10]）、ISBN 4-8402-2451-X
  7. 『ガンパレード・マーチ あんたがたどこさ♪』2003年12月25日初版発行（12月10日発売[11]）、ISBN 4-8402-2533-8
  8. 『ガンパレード・マーチ 九州撤退戦・上』2004年8月25日初版発行（8月10日発売[12]）、ISBN 4-8402-2791-8
  9. 『ガンパレード・マーチ 九州撤退戦・下』2004年10月25日初版発行（10月10日発売[13]）、ISBN 4-8402-2814-0
  10. 『ガンパレード・マーチ もうひとつの撤退戦』2005年1月25日初版発行（1月10日発売[14]）、ISBN 4-8402-2952-X
  11. 『ガンパレード・マーチ 5121小隊の日常II』2005年12月25日初版発行（12月10日発売[15]）、ISBN 4-8402-3281-4
  12. 『ガンパレード・マーチ 山口防衛戦』2007年3月25日初版発行（3月10日発売[16]）、ISBN 978-4-8402-3778-9
  13. 『ガンパレード・マーチ 山口防衛戦2』2007年7月25日初版発行（7月10日発売[17]）、ISBN 978-4-8402-3893-9
  14. 『ガンパレード・マーチ 山口防衛戦3』2007年8月25日初版発行（8月10日発売[18]）、ISBN 978-4-8402-3986-8
  15. 『ガンパレード・マーチ 山口防衛戦4』2007年10月25日初版発行（10月10日発売[19]）、ISBN 978-4-8402-4077-2
  16. 『ガンパレード・マーチ 九州奪還』2008年3月25日初版発行（3月10日発売[20]）、ISBN 978-4-8402-4260-8
  17. 『ガンパレード・マーチ 九州奪還2』2008年5月10日初版発行（同日発売[21]）、ISBN 978-4-04-867107-1
  18. 『ガンパレード・マーチ 九州奪還3』2008年8月10日初版発行（同日発売[22]）、ISBN 978-4-04-867195-8
  19. 『ガンパレード・マーチ 九州奪還4』2008年10月10日初版発行（同日発売[23]）、ISBN 978-4-04-867299-3
  20. 『ガンパレード・マーチ 九州奪還5』2009年1月10日初版発行（同日発売[24]）、ISBN 978-4-04-867491-1
  21. 『ガンパレード・マーチ 九州奪還0 萩幽霊戦線』2009年2月10日初版発行（同日発売[25]、ISBN 978-4-04-867638-0
  22. 『ガンパレード・マーチ 逆襲の刻 東京動乱』2009年12月10日初版発行（同日発売[26]）、ISBN 978-4-04-868025-7
  23. 『ガンパレード・マーチ 逆襲の刻 津軽強襲』2010年1月10日初版発行（同日発売[27]）、ISBN 978-4-04-868380-7
  24. 『ガンパレード・マーチ 逆襲の刻 弘前防衛』2010年2月10日初版発行（同日発売[28]）、ISBN 978-4-04-868424-8
  25. 『ガンパレード・マーチ 逆襲の刻 青森血戦』2010年3月10日初版発行（同日発売[29]）、ISBN 978-4-04-868474-3
  26. 『ガンパレード・マーチ 逆襲の刻 欧亜作戦』2010年5月10日初版発行（同日発売[30]）、ISBN 978-4-04-868610-5
  27. 『ガンパレード・マーチ 逆襲の刻 極東終戦』2010年8月10日初版発行（同日発売[31]）、ISBN 978-4-04-868698-3
  28. 『ガンパレード・マーチ 2K 北海道独立1』2011年2月10日初版発行（同日発売[32]）、ISBN 978-4-04-870347-5
  29. 『ガンパレード・マーチ 2K 北海道独立2』2011年3月10日初版発行（同日発売[33]）、ISBN 978-4-04-870348-2
  30. 『ガンパレード・マーチ 2K 北海道独立3』2011年5月10日初版発行（同日発売[34]）、ISBN 978-4-04-870631-5
  31. 『ガンパレード・マーチ 2K 北海道独立4』2011年7月10日初版発行（同日発売[35]）、ISBN 978-4-04-870702-2
  32. 『ガンパレード・マーチ 2K 5121暗殺』2011年9月10日初版発行（同日発売[36]）、ISBN 978-4-04-870925-5
  33. 『ガンパレード・マーチ 2K 新大陸編1』2012年3月10日初版発行（同日発売[37]）、ISBN 978-4-04-886463-3
  34. 『ガンパレード・マーチ 2K 新大陸編2』2012年5月10日初版発行（同日発売[38]）、ISBN 978-4-04-886660-6
  35. 『ガンパレード・マーチ 2K 新大陸編3』2012年8月10日初版発行（同日発売[39]）、ISBN 978-4-04-886747-4
  36. 『ガンパレード・マーチ 2K 新大陸編4』2012年10月10日初版発行（同日発売[40]）、ISBN 978-4-04-886918-8
  37. 『ガンパレード・マーチ 2K 5121小隊の日常III』2013年3月10日初版発行（同日発売[41]）、ISBN 978-4-04-891439-0
  38. 『ガンパレード・マーチ 2K 西海岸編1』2013年6月7日初版発行（同日発売[42]）、ISBN 978-4-04-891649-3
  39. 『ガンパレード・マーチ 2K 西海岸編2』2013年8月10日初版発行（同日発売[43]）、ISBN 978-4-04-891823-7
  40. 『ガンパレード・マーチ 2K 西海岸編3』2013年11月9日初版発行（同日発売[44]）、ISBN 978-4-04-891968-5
  41. 『ガンパレード・マーチ 2K 5121小隊帰還』2014年6月10日初版発行（同日発売[45]）、ISBN 978-4-04-866574-2
  42. 『ガンパレード・マーチ 2K 未来へ1』2014年9月10日初版発行（同日発売[46]）、ISBN 978-4-04-866959-7
  43. 『ガンパレード・マーチ 2K 未来へ2』2014年11月8日初版発行（同日発売[47]）、ISBN 978-4-04-866960-3
  44. 『ガンパレード・マーチ 2K 未来へ3』2015年2月10日初版発行（同日発売[48]）、ISBN 978-4-04-869201-4
  45. 『ガンパレード・マーチ 2K 未来へ4』2015年9月10日初版発行（同日発売[49]）、ISBN 978-4-04-869353-0

### 関連書籍
- 『小説版 ガンパレード・マーチ ファンブック ビジュアル&ノベルズ』2009年7月31日初版発行（同日発売[50]）、ISBN 978-4-04-867669-4
  - イラストは、ゲームと同じく全巻きむらじゅんこが担当。
  - DENGEKI Online.COMにおいて『5121小隊の日常II 特別編』が公開されている。